# Covelo, Galicia
Covelo là một đô thị trong tỉnh Pontevedra, Galicia, Tây Ban Nha.